# Lega giordana professionistica 2001
Il campionato era formato da dieci squadre e l'Al-Faisaly vinse il titolo.

## Classifica finale
| Pos. | Squadra           | G  | V  | N | P  | GF | GS | Punti |
| ---- | ----------------- | -- | -- | - | -- | -- | -- | ----- |
| 1    | Al-Faisaly        | 18 | 17 | 0 | 1  | 34 | 6  | 51    |
| 2    | Al-Wehdat         | 18 | 14 | 2 | 2  | 51 | 15 | 44    |
| 3    | Al-Hussein        | 18 | 9  | 4 | 5  | 30 | 28 | 31    |
| 4    | Al-Ramtha         | 18 | 7  | 4 | 7  | 32 | 28 | 25    |
| 5    | Al-Baqa'a         | 18 | 7  | 3 | 8  | 24 | 26 | 24    |
| 6    | Shabab Al-Hussein | 18 | 5  | 6 | 7  | 24 | 24 | 21    |
| 7    | Al-Ahli           | 18 | 4  | 5 | 9  | 16 | 27 | 17    |
| 8    | Al-Jazira         | 17 | 3  | 6 | 8  | 14 | 30 | 15    |
| 9    | Kufrsoum          | 17 | 3  | 2 | 12 | 22 | 40 | 11    |
| 10   | Al-Qadisiya       | 18 | 2  | 4 | 12 | 16 | 39 | 10    |